# Associated Aviation
Associated Aviation es una aerolínea con base en Lagos, Nigeria. Fue fundada en 1996 y efectúa vuelos de pasajeros y carga en Nigeria y el oeste de África. Su base de operaciones principal es el Aeropuerto Internacional Murtala Mohammed, Lagos.

## Historia
En julio de 2008, la compañía fue vendida a un grupo de inversores que inició una fuerte ampliación y la adquisición de nuevos aviones de Embraer.

## Destinos
Associated Aviation opera a los siguientes destinos (enero de 2009):
- Abuya
- Benín
- Calabar
- Ibadan
- Jeddah
- Lagos
- Makurdi

## Flota
La flota de Associated Aviation incluye los siguientes aviones (en noviembre de 2008):
- 2 BAe 125-700
- 2 Boeing 727-200F
- 4 Embraer EMB 120 Brasilia
- 1 Lear 45 XR